# 청호초등학교
청호초등학교는 대한민국 강원특별자치도 속초시에 있는 초등학교다.

## 학교 연혁
- 1958.04.13 개교
- 1971.04.06 조양초등학교 분리 (446명 전출)
- 2012.02.14 제54회 졸업식 거행 (졸업생 누계 6,179명)
- 2012.09.01 제23대 김상훈 교장 부임
- 2014.02.14 제56회 졸업식 거행 (졸업생 누계 6,212명)